# Ragnar Tomson
Ragnar Tomson, 1892 i Mönsterås, död 1972 i Stockholm, var en svensk kommunalpolitiker (folkpartist), och borgarråd. Ledamot av Stockholms stadsfullmäktige 1941-1962.